# Reisekosten (Auslagen)
Reisekosten sind nach näherer Maßgabe der Gesetze zu erstattende Auslagen (Geld) eines Freiberuflers, der seine Vergütung nach einer gesetzlichen Gebührenordnung bestimmt.
Unterliegt die Vergütung eines Unternehmers oder Dienstleisters der freien Vereinbarung der Parteien, muss diese Vereinbarung auch Regelungen darüber treffen, inwieweit Reisekosten und andere Spesen durch den Auftraggeber zu erstatten sind. Erfolgt die Vergütungsregelung jedoch durch das Gesetz, muss insoweit auch der Umfang des Auslagenerstattungsanspruchs gesetzlich geregelt sein.
Reisekosten, die zur Erfüllung des Auftrags notwendig sind, werden dabei regelmäßig zu den erstattungsfähigen Auslagen gerechnet.
Für den Bereich des Notariats regeln die Nummern 32006 bis 32009 der Anlage 1 des Gerichts- und Notarkostengesetzes, dass der Notar für Geschäftsreisen, die er im Auftrag eines Beteiligten vornimmt, Reisekosten erhält. Voraussetzung für die Annahme einer Geschäftsreise ist, dass der Zielort sich außerhalb derjenigen Gemeinde befindet, in welchem sich der Dienstsitz oder die Wohnung des Notars befinden.
Die Reisekosten setzen sich aus den Fahrt- und Übernachtungskosten sowie einem Tage- und Abwesenheitsgeld zusammen. Für die Benutzung eines privaten Kraftfahrzeugs erhält der Notar eine Kilometerpauschale von derzeit 0,42 €/km.
Eine parallele Bestimmung enthält das Rechtsanwaltsvergütungsgesetz für die Reisekosten der Rechtsanwälte.